# Volgarr the Viking
Volgarr the Viking (stylisé Völgarr the Viking) est un jeu vidéo d'action et de plates-formes développé par Crazy Viking Studios et édité par Crazy Viking Studios, sorti en 2013 sur Windows, Mac et Linux, en 2014 sur Xbox One, et en 2017 sur PlayStation 4, PlayStation Vita, Wii U et Nintendo Switch.

## Système de jeu
Volgärr le Viking est un jeu de plateforme en vue de côté, axé arcade dans les sensations qu'il procure et la réactivité qui est attendue du joueur. Ce dernier incarne Volgärr, il sera confronté à des pièges à éviter et des ennemis à éliminer. Pour cela, il possède une épée, un javelot qu'il peut projeter dans deux directions (droite et gauche) et un bouclier. Ces items lui sont données au début du jeu. Le joueur peut donc taper avec son épée, les attaques variant en fonction de la direction dans laquelle elles sont orientées, ou s'il est en plein saut. Le javelot peut venir à bout d'un ennemi et peut être planté sur un mur pour servir de plateforme sur laquelle le joueur peut monter. Enfin, le personnage peut brandir son bouclier pour parer certains types de coups et projectiles, sauter, se baisser et effectuer des roulades.
Le jeu possède un système de score qui augmente en récupérant des richesses (pièces d'or et joyaux) sur les ennemis ou dissimulées dans chaque niveau. Il est également possible de récupérer des bonus qui renforcent le personnage par gradation :
- Un bouclier bleu qui donne 1 dégât supplémentaire au javelot et permet de charger un coup puissant pour empaler plusieurs ennemis qui se suivent.
- Un casque bleu à cornes.
- Une épée dorée et sertie enflammée, qui inflige 1 dégât supplémentaire aux ennemis.
- Une bénédiction (représentée sous la forme de Mjöllnir, le marteau de Thor luisant d'une couleur bleu) qui permet, si le personnage est touché par un projectile ou un ennemi, d'éliminer tous les ennemis visibles à l'écran.

Le personnage n'a pas de barre de vie. S'il est touché, il perdra bonus par bonus, et meurt s'il ne lui en reste aucun. Dans ce cas, il est renvoyé au début du niveau et le score est remis à zéro.
Selon le type d'ennemi, il faudra leur infliger un ou plusieurs coups, les ennemis de base ne nécessitant qu'un seul coup d'épée ou de javelot, et les boss un nombre important variable. Les ennemis sont parfois les mêmes, juste différenciables par une variation de couleur. À l'image des hommes-lézards que le joueur affronte dès le premier niveau, ceux de couleur vert nécessitant un coup pour être vaincus, ceux de couleur bleue, deux coups, et les rouges, trois coups. Dans certaines parties de niveau, les ennemis arrivent continuellement par vagues.

## Accueil
- Jeuxvideo.com : 17/20[1]